# Marcel Julien
Pour les articles homonymes, voir Julien.
Marcel Julien dit Marlien, né le 31 août 1898 à Lyon et mort fusillé par les Allemands le 1er septembre 1944 au lieu-dit Le Vessu à Faramans, est un résistant français, principal créateur et organisateur du camp Didier.

## Le résistant
Né en 1898 à Lyon, Marcel Marius Julien habite à Sathonay-Camp en 1940. Il est alors inspecteur des ventes aux établissements Cotelle qui fabriquent de l’eau de Javel à Rillieux-la-Pape. 
De 1942 à 1944, Marlien contribue à la création des dépôts d’armes parachutés à différentes reprises.
Il prépare l’organisation et la formation du camp Didier en collaboration avec Vallin, mais aussi la prise de pouvoir et l’installation des Comités de libération du secteur.
Son directeur chez Cotelle le dénonce pour ses activités à la police de Vichy. Après quelques jours de prison, il est relâché faute de preuves suffisantes. Ayant repris ses activités clandestines, il est nommé responsable des Mouvements unis de la Résistance de l'ensemble du 4ème secteur par Alban Vistel. 
Arrêté au total à trois reprises par la Gestapo et la milice en 1943 et 1944, il parvient à s’échapper. Nommé chef politique du district, il est volontaire pour toutes les missions et couvre la retraite des Forces françaises de l'intérieur enfermés à la ferme Radisson, permettant ainsi le dégagement des troupes et assurant la retraite du PC dans les bois de Faramans.
Il est arrêté par les Allemands peu après la jonction entre le corps américain du colonel Murphy et les FFI, desquels dépendaient le camp Didier lors de la bataille de Meximieux. Il est fusillé à Faramans, en compagnie de Vittoz, le lendemain de son 46e anniversaire.

## Hommages

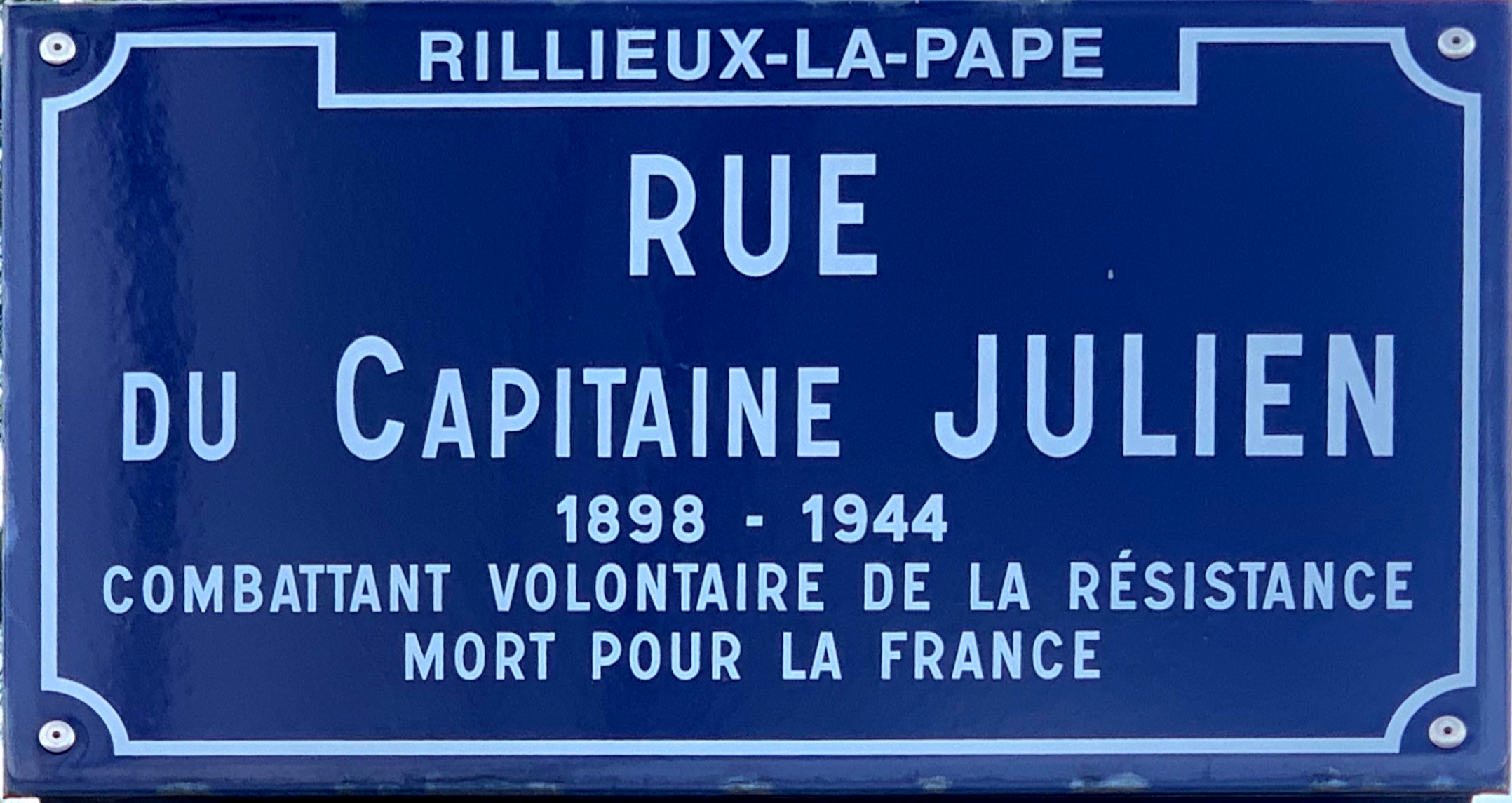
Rue du Capitaine Julien à Rillieux-la-Pape.

Il obtint la mention « Mort pour la France » et la Croix de guerre 1939-1945 ainsi que la Médaille de la Résistance à titre posthume. Il fut homologué

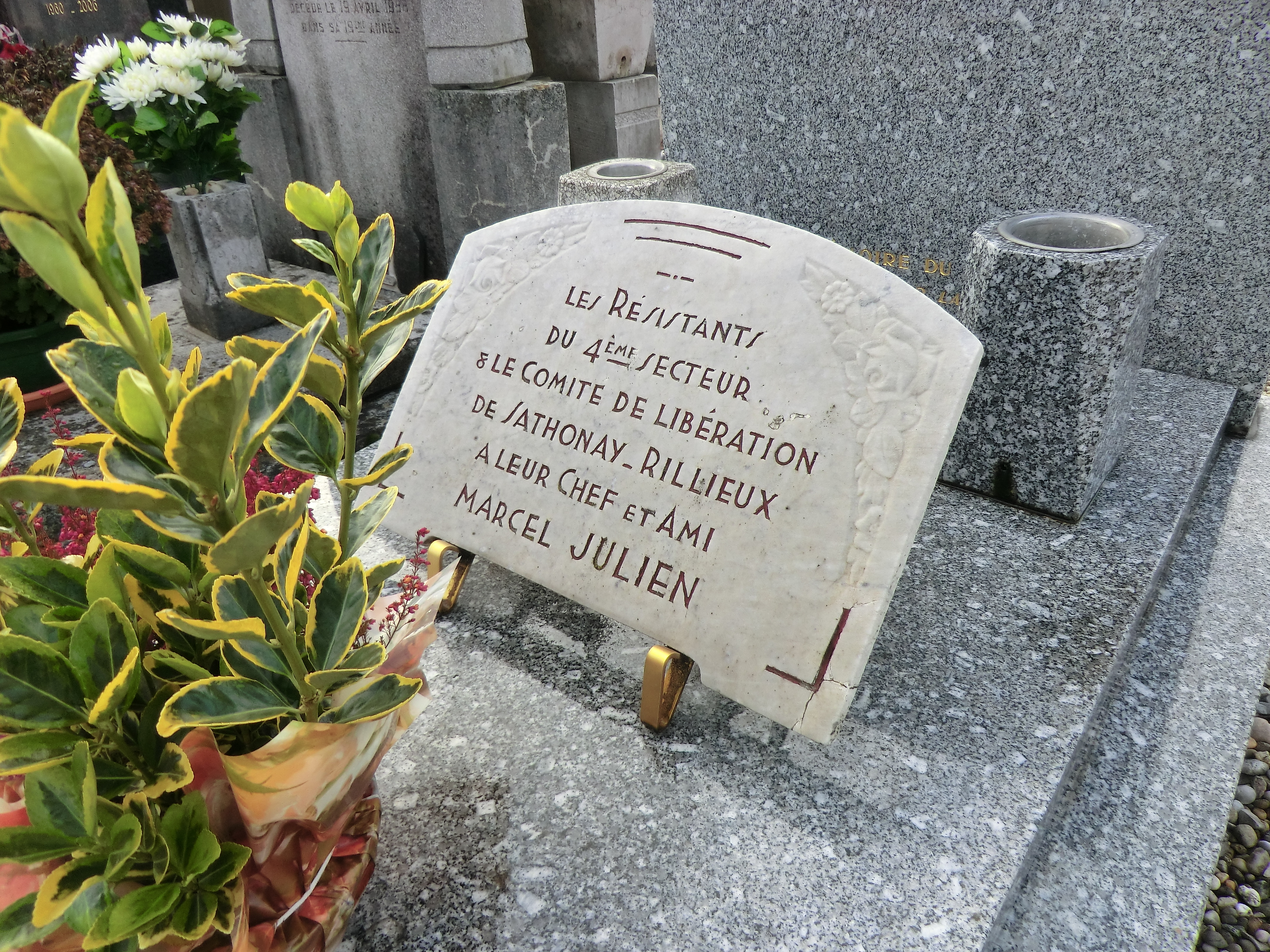
Plaque sur la tombe de Robert Julien : Les résistants du 4e secteur & le comité de libération de Sathonay-Rillieux à leur chef et ami Marcel Julien.

au grade de capitaine des Forces françaises combattantes (FFC), des Forces françaises de l'intérieur (FFI). 
- L'école de Faramans (Ain), commune où fut abattu Marcel Julien, porte depuis le 1er juillet 2023 le nom de "Marlien", nom de résistant de Marcel Julien.
- Il y a une « rue Marlien » à Caluire-et-Cuire et une « rue du Capitaine-Julien » à Rillieux-la-Pape.

- Une stèle à Faramans lui rend hommage, ainsi qu'à René Vittoz. Il y a également une petite croix dressée sur le lieu précis de son exécution.
- Son nom figure également sur une stèle commémorative à Mionnay, ainsi que sur les monuments aux morts de Caluire-et-Cuire et Rillieux-la-Pape.